# Harpactea secunda
Harpactea secunda este o specie de păianjeni din genul Harpactea, familia Dysderidae, descrisă de Dunin, 1989.
Este endemică în Armenia. Conform Catalogue of Life specia Harpactea secunda nu are subspecii cunoscute.